# Arecidae
Arecidae is een botanische naam in de rang van onderklasse. De naam is gevormd vanuit de familienaam Arecaceae.
Het Cronquist-systeem (1981) gebruikte deze naam voor een van de vijf onderklassen in de klasse Liliopsida, de naam die Cronquist gebruikte voor de eenzaadlobbigen. De samenstelling was deze:
- onderklasse Arecidae
  - orde Arecales
  - orde Cyclanthales
  - orde Pandanales
  - orde Arales

Deze groep correspondeert niet met enige groep in het APG II-systeem (2003).